# Université de Reykjavik
L'Université de Reykjavik (Háskólinn í Reykjavík) est une université islandaise privée, située à Reykjavik. C'est la plus grande université privée du pays, avec plus de 3 000 étudiants.

## Relations internationales
L'université est membre de l'Université de l'Arctique. UArctic est un réseau international d'universités, d'instituts de recherche et d'organisations ayant pour but de promouvoir, coordonner et soutenir la recherche ainsi que l'éducation dans les régions arctiques.